# Biarne
Biarne település Franciaországban, Jura megyében. Lakosainak száma 436 fő (2022. január 1.). Biarne Rainans, Auxonne, Billey, Jouhe és Sampans községekkel határos.

## Népesség
A település népességének változása:
| Lakosok száma | 146  | 255  | 355  | 364  | 385  | 401  | 407  | 409  | 417  | 436  |
|               | 1968 | 1982 | 1990 | 2006 | 2013 | 2015 | 2017 | 2019 | 2020 | 2022 |